# Championnats du monde de course en ligne de canoë-kayak de 1958
Navigation
Édition précédente Édition suivante
Les cinquièmes championnats du monde de course en ligne de canoë-kayak se sont déroulés à Prague (Tchécoslovaquie), dans l'actuelle République tchèque, en 1958.

## Podiums

### Hommes

#### Canoë
| Epreuve     | Or                                      | Temps | Argent                             | Temps | Bronze                                  | Temps |
| C-1 1000 m  | Gennady Bukharin (URS)                  |       | Jirí Vokner (TCH)                  |       | Yuriy Vinogradov (URS)                  |       |
| C-1 10000 m | Gennady Bukharin (URS)                  |       | Jirí Vokner (TCH)                  |       | Nichifor Tarara (ROU)                   |       |
| C-2 1000 m  | ROU Alexe Dumitru Simion Ismailciuc     |       | Hongrie László Simari Lajos Bodnar |       | Tchécoslovaquie Jirí Kodes Václáv Cokal |       |
| C-2 10000 m | URS Stepan Ostzhenkov Aleksandr Silayev |       | ROU Achim Sidorov Lavretni Kalinov |       | Tchécoslovaquie Jirí Kodes Václáv Cokal |       |

#### Kayak
| Epreuve              | Or                                                                            | Temps | Argent                                                                        | Temps | Bronze                                                                    | Temps |
| K-1 500 m            | Stefan Kapłaniak (POL)                                                        |       | Gert Fredriksson (SWE)                                                        |       | Dieter Krause (GDR)                                                       |       |
| K-1 1000 m           | Fritz Briel (GER)                                                             |       | Ferenc Hatlaczky (HUN)                                                        |       | Gert Fredriksson (SWE)                                                    |       |
| K-1 10000 m          | Thorvald Strömberg (FIN)                                                      |       | Ladislav Cepciansky (TCH)                                                     |       | Vagn Schmidt (DEN)                                                        |       |
| K-1 4 x 500 m relais | Allemagne de l'Ouest Paul Lange Meinard Miltenberger Helmut Herz Fritz Briel  |       | HUN György Mészáros László Kovács Ferenc Hatlaczky Lajos Kiss                 |       | Suède Henri Lindelöf Carl von Gerber Sven-Olov Sjödelius Gert Fredriksson |       |
| K-2 500 m            | Pologne Stefan Kapłaniak Władysław Zieliński                                  |       | HUN László Nagy László Kovács                                                 |       | Allemagne de l'Ouest Meinard Miltenberger Paul Lange                      |       |
| K-2 1000 m           | Belgique Henri Verbrugghe Germain van der Moere                               |       | URS Yevgeniy Yatsinnko Ivan Golovatzhev                                       |       | URS Mikhail Kaleeste Anatoly Demitkov                                     |       |
| K-2 10000 m          | HUN János Urányi László Fábián                                                |       | Allemagne de l'Ouest Heinz Ackers Wilhelm Schlüssel                           |       | Allemagne de l'Ouest Helmuth Stocker Franz Teidl                          |       |
| K-4 1000 m           | Allemagne de l'Ouest Michel Scheuer Georg Lietz Gustav Schmidt Theodor Kleine |       | HUN György Mészáros József Pehl András Szente János Petroczy                  |       | URS Mikhail Kaleeste Igor Pisaryev Anatoliy Trozhenkov Anatoly Demitkov   |       |
| K-4 10000 m          | Allemagne de l'Ouest Michel Scheuer Georg Lietz Gustav Schmidt Theodor Kleine |       | Allemagne de l'Ouest Günter Kruger Walter Sander Heinrich Hell Hubert Birgels |       | URS Nikolay Rudzinkas Volodya Tsevtskin Alfons Rudzinkas Vasiliy Stepanov |       |

### Femmes

#### Kayak
| Epreuve   | Or                                  | Temps | Argent                                   | Temps | Bronze                                            | Temps |
| K-1 500 m | Yelisaveta Kislova (URS)            |       | Antonina Seredina (URS)                  |       | Therese Zenz (GER)                                |       |
| K-2 500 m | URS Nina Grusinzheva Mariya Zhubina |       | URS Antonina Seredina Yelisaveta Kislova |       | Allemagne de l'Ouest Therese Zenz Ingrid Hartmann |       |

## Tableau des médailles
| Rang  | Nation               | Or | Argent | Bronze | Total |
| ----- | -------------------- | -- | ------ | ------ | ----- |
| 1     | URS                  | 5  | 3      | 4      | 12    |
| 2     | Allemagne de l'Ouest | 4  | 2      | 4      | 10    |
| 3     | Pologne              | 2  | 0      | 0      | 2     |
| 4     | HUN                  | 1  | 5      | 0      | 6     |
| 5     | ROU                  | 1  | 1      | 1      | 3     |
| 6     | Belgique             | 1  | 0      | 0      | 1     |
| 7     | Finlande             | 1  | 0      | 0      | 1     |
| 8     | Tchécoslovaquie      | 0  | 3      | 2      | 5     |
| 9     | Suède                | 0  | 1      | 2      | 3     |
| 10    | Danemark             | 0  | 0      | 1      | 1     |
| 11    | GDR                  | 0  | 0      | 1      | 1     |
| Total | Total                | 15 | 15     | 15     | 45    |